# 山口猛央
山口 猛央（やまぐち たけお、1966年2月24日 - ）は、日本の化学者。日本学術振興会特別研究員、コロラド大学研究員を経て、現在東京工業大学化学生命科学研究所教授・東京大学大学院兼担教授。

## 過去の主な大型研究プロジェクト
- NEDO「固体高分子形燃料電池要素技術開発等」に関する研究助成「新規電極層構造制御技術およびMEAシステム設計法の確立」2002-2004年
- 科学技術振興事業団戦略的基礎研究推進事業「高温運転メタノール直接型燃料電池の開発」1999年-2005年（代表者、渡辺政廣）
- ゼオライト膜を利用した石油精製排ガスからの水素回収技術の設計および開発。（代表者、中尾真一）